# سواليو واتارا
سواليو دابيلا واتارا (23 نوفمبر 1995) هو لاعب كرة قدم إيفواري، يجيد اللعب في خط الدفاع في نادي القادسية.

## مسيرة اللاعب
لعب سابقاً في نادي بواكيه وأفريكا سبورتس ونادي الهلال السوداني ونادي العين السعودي ونادي الفيحاء ونادي الوحدة ونادي نجران ونادي القادسية.

## روابط خارجية
سواليو واتارا على موقع قاعدة بيانات كرة القدم.إي يو (الإنجليزية)
- سواليو واتارا على موقع ناشيونال فوتبول تيمز (الإنجليزية)